# Temple de Juno (Agrigent)
El temple d'Hera Lacinia, conegut també com a temple de Juno (pel nom romà de la dea) o temple D, és un temple grec de l'antiga ciutat d'Akragas, situat a la vall dels Temples d'Agrigent.

## Descripció
El temple fou edificat al voltant del 450 ae, i pertany, per la seua època i estil, al període dòric clàssic. S'hi han trobat indicis de l'incendi ocorregut en el 406 ae, després del setge d'Akragas. En època romana, quan Sicília era una província, restauramen el temple i en substituïren les teules de terracota originàries per altres de marbre, amb l'afegit d'un pendent més inclinat a la façana est.
L'edifici és un temple dòric perípter, amb 6 columnes als costats curts (hexàstil) i 13 en els llargs, segons un cànon derivat del model grec i utilitzat també per al seu "bessó" temple de la Concòrdia, amb el qual comparteix les dimensions generals i les mesures gairebé estandarditzades d'alguns elements constructius. La planta del temple té 38,15 metres de longitud i 16,90 metres d'amplària.
Les columnes frontals difereixen lleugerament en amplària de la resta, i en són més estretes les dels extrems i més amples les centrals. El peristil té 34 columnes de 6,44 m d'alçada constituïdes per quatre tambors superposats, i el conjunt recolza sobre un crepidoma de quatre esglaons. Construïren el temple sobre un monticle elevat fet en gran part artificialment.
L'interior està format per un naos sense columnata interna, del tipus doble in antis, amb un pronaos i un opistòdom simètrics, tots dos emmarcats per dues fileres de columnes (distili). En el mur de separació entre el naos i el pronaos (diafragma) es van construir dues escales per a la inspecció de la coberta o tal vegada per al ritu religiós. Davant la façana principal (est) es veuen les restes de l'antic altar.
Actualment es conserva sencera la columnata nord amb l'arquitrau i part del fris, mentre que les dels altres tres costats es mantenen parcialment. En falten quatre columnes i nou estan seriosament danyades, i els arquitraus han desaparegut quasi per complet. S'han conservat també uns pocs elements de la cel·la, com ara els fonaments dels murs exteriors. L'edifici ha estat reconstruït amb anastilosi del segle xviii als nostres dies.

## La supressió del sostre per part de Quint Fulvi Flac
Cap a finals del primer mil·lenni ae, en concret al final del s. III ae, un polític, censor i cònsol romà anomenat Quint Fulvi Flac, citat diverses vegades per autors llatins fiables com Titus Livi, Eutropi i Suetoni, va eliminar el sostre del temple de Juno Lacinia, que era totalment de marbre.
« Q. Fulvius Flaccus censor templum Iunonis Laciniae tegulis marmoreis spoliavit »
El censor Quint Fulvi Flac despullaà el temple de Juno Lacinia del sostre de marbre.